# De Profundis (zbiór artykułów)
De Profundis: zbiór rozpraw o rewolucji rosyjskiej (ros. Из глубины, Iz głubiny) – zbiór rosyjskich artykułów filozoficzno-społecznych stanowiących kontynuację innego zbioru artykułów pt. Drogowskazy i napisanych przez różnych twórców z inicjatywy Piotra Struwego. 

## Historia powstania i wydania
Zamysł powstania zbioru powstał u Piotra Struwego po jego powrocie do Moskwy w lutym 1918. Wcześniej przebywał w Rostowie nad Donem, gdzie działał w Radzie Armii Ochotniczej. W zamyśle Struwego miałby to być zbiór prac myślicieli rosyjskich, w którym zgłosiliby oni swój sprzeciw wobec bolszewizmu. Celem realizacji pomysłu skontaktował się z filozofem Siemionem Frankiem, który mieszkał w Saratowie. Na jego wniosek zbiór uzyskał tytuł Iz głubiny, a Struwe napisał Przedmowę wydawcy i artykuł tytułowy De profundis. Na zbiór złożyły się prace jedenastu autorów (filozofowie, literaci, publicyści) ułożone alfabetycznie według nazwisk poszczególnych twórców. Pod niektórymi z artykułów zamieszczono daty ich powstania - najczęściej był to okres pomiędzy kwietniem a lipcem 1918. 
Jesienią 1918 zbiór (po różnych opóźnieniach) był przygotowany do wydrukowania. Z uwagi na falę czerwonego terroru po zamachu Fanny Kapłan na Lenina postanowiono jednak publikację odłożyć. Ostatecznie ukazała się ona w 1921 dzięki samowolnej inicjatywie zecerów z drukarni Kusznariewa, którzy złożyli ją już w 1918 i bezskutecznie czekali na sygnał do druku. Publikacja nie zdołała jednak wyjść poza Moskwę, a i tutaj rozeszła się błyskawicznie z pominięciem księgarń. Według opinii Franka tylko dwa egzemplarze trafiły poza granice Rosji. W ZSRR była zakazana. Jej drugie wydanie ukazało się w Paryżu w 1967 (YMCA Press). W Polsce pierwsze wydanie miało miejsce w 1988 poza oficjalnym obiegiem (Niezależna Oficyna Wydawnicza).

## Charakter
Autorzy poszczególnych tekstów starają się, każdy z własnego punktu widzenia, unaocznić przyczyny, istotę i czynniki stojące za rewolucją z 1917 i zwycięstwem bolszewizmu. Według Struwego katastrofa roku 1917 stała się dla wszystkich autorów źródłem cierpienia i troski o przyszłość Rosji, a także wiary w jej przyszłe odrodzenie. Silne więzi łączyły ten zbiór z poprzednią książką Struwego - Wiechami, a także jeszcze wcześniejszą - Probliemy idealizma. Te trzy dzieła wywarły istotny wpływ na rozwój rosyjskiej inteligencji w pierwszych dwóch dekadach XX wieku.

## Utwory
W zbiorze znalazły się kolejno następujące teksty:
- Siergiej Askoldow, Religijny sens rewolucji rosyjskiej - elementy wspólne wszystkim rewolucjom, rewolucja, a dezintegracja rosyjskiej duszy,
- Nikołaj Bierdiajew, Duchy rosyjskiej rewolucji - złe duchy z tekstów Fiodora Dostojewskiego i Nikołaja Gogola jako demony rewolucji,
- Siergiej Bułgakow, Na uczcie bogów - przedstawiciele różnych zawodów (uczestników rewolucji) dialogują na temat swojej w niej roli,
- Wiaczesław Iwanow, Nasz język - historia języka rosyjskiego w kontekście jego bolszewickiej dewastacji,
- Aleksandr Izgojew, Socjalizm, kultura i bolszewizm - zakłamana nauka socjalizmu i bolszewizmu o człowieku, jako przyczyna niepowodzenia tych systemów,
- Siergiej Kotlarewski, Uzdrowienie - moralizujący subiektywizm głównym grzechem rosyjskiej inteligencji,
- Walerij Murawiow, Zew plemienia - znaczenie światopoglądu integralnego, jako cechy charakterystycznej starej Rusi i współczesnej inteligencji rosyjskiej,
- Paweł Nowgorodcew, O drogach i zadaniach rosyjskiej inteligencji - racjonalistyczna utopijność inteligencji jako przyczyna kryzysu świadomości tej warstwy społecznej, analogie rewolucji i wielkiej smuty,
- Józef Pokrowski, Klątwa Peruna - brak zdrowego poczucia prawa przyczyną klęsk Rosjan (narodu i władców),
- Piotr Struwe, Historyczne znaczenie rewolucji rosyjskiej i zadania narodowe - obciążenie winą za kataklizm rewolucyjny monarchii i inteligencji,
- Siemion Frank, De profundis - słabość zasad duchowych w Rosji jako praprzyczyna rewolucji, lekiem na tę chorobę ma być ideał religijnej mądrości i narodowo-historyczne ugruntowanie kultury społecznej i politycznej[2].